# Сен-Поль (Аляска)
Острів Святого Павла (рос. Остров Святого Павла) або Острів Сен-Поль (англ. St Paul Island) — один з островів Прибилова, розташованих у Беринговому морі. В адміністративному відношенні входить до складу штату Аляска, США.

## Клімат
На клімат острова сильно впливають холодні води навколишнього Берингового моря, і його класифікують як полярний, через різке прохолодне літо. Тут спостерігається відносно вузький діапазон температур, сильний вітер, рівень вологості та хмарності, а також стійкий літній туман. Найхолодніший місяць - лютий, а серпень - найтепліший; різниця між середньою низькою температурою лютого та середньою високою температурою серпня становить лише 17,7 °C. Хоча середня температура за рік вище нуля, на рівні 2,17 °C, середньомісячна добова температура залишається нижче нуля з грудня по квітень.  Екстремальні температури коливаються від −32 °C 27 січня 1919 р., до 19 °C 14 серпня 2020 р. та 25 серпня 1987 р. Вітер сильний і стійкий цілий рік, в середньому близько 24 км/год. Вони найсильніші з пізньої осені до зими, коли вони збільшуються в середньому до майже 32 км/год, дме переважно з півночі. Влітку вони слабшають і дмуть переважно з півдня.
Рівень вологості на острові, який в середньому становить понад 80 відсотків цілий рік, найвищий влітку. Рівень хмарності також досягає піку влітку. Цілий рік на острові висока хмарність, у середньому 88 відсотків, рівень хмарності влітку зростає до 95 відсотків. Влітку також частіше зустрічається туман, який трапляється приблизно в одну третину днів. На острові випадає близько 605 мм опадів на рік, причому найвищі місячні суми припадають на кінець літа та початок зими, коли шторми Берингового моря обрушують острів. Рівень снігопаду найвищий у період з грудня по березень, в середньому 157 см на рік. За винятком незначної кількості, період з червня по вересень зазвичай безсніжний. Сильний вітер і відносно тепла температура в сукупності забезпечують низький рівень снігу, що призводить до середньомісячної глибини снігу менше 6 дюймів (15 см). Тривалість світлового дня коливається від мінімальної 6,5 годин в середині зими до максимальної 18 годин в середині літа.

## Вимирання тупиків
Через глобальне потепління в період з жовтня 2016 по січень 2017 на острові відбулося масове вимирання тупиків.

## Населення
На острові проживає найбільша алеутська громада в Сполучених Штатах, одна з офіційно визнаних індіанських племен Аляски. Із загальної чисельності населення в 532 особи 457 з них (86 відсотків) є вихідцями з Аляски.
Деякі з жителів острова залишаються лише частину року і працюють у крабових і човнових дворах. Великі човни, які ловили рибу в Беринговому морі, вивантажують свою рибу на острів, а робітники готують її для відправлення по всьому світу. Алеути є російськими православними, якщо вважають себе релігійними.

## Енергія вітру
Перший енергогенеруючий об'єкт TDX Power був побудований на острові Святого Павла. Завершена в 1999 році, електрична і теплова когенераційна установка на основі вітрової енергії широко вважалася одним з найбільш технологічно передових вітроенергетичних проектів в Америці. Гібридна установка TDX Power відома своєю ефективністю та зниженням споживання дизельного палива. Турбіна заввишки 120 футів (37 м) є основною гордістю для екологічно свідомої алеутської громади Сент-Пола.  Два додаткові блоки були встановлені в 2007 році. Кожен блок розрахований на 225 кВт, а довжина лопаті становить 44,3 фута (13,5 м).

## У популярній культурі
Острів є сценою оповідання Редьярда Кіплінга «Біла печатка» та поеми «Луканнон» у «Книзі джунглів».